# 迈罗讷
迈罗讷（法語：Mayronnes，法語發音：[mɛʁɔn] ⓘ）是法国奥德省的一个市镇，属于卡尔卡松区。

## 地理
迈罗讷（43°3'23"N, 2°31'30"E）面积11.86 平方千米，位于法国奧克西塔尼大區奥德省，该省份为法国南部沿海省份，北起塔恩省，西北接上加龙省，西接阿列日省，南至东比利牛斯省，东临地中海，东北与埃罗省接壤。
与迈罗讷接壤的市镇（或旧市镇、城区）包括：科内特昂瓦勒、莱里耶尔、里约昂瓦勒、圣马丹德皮、托里兹、维涅维埃耶。

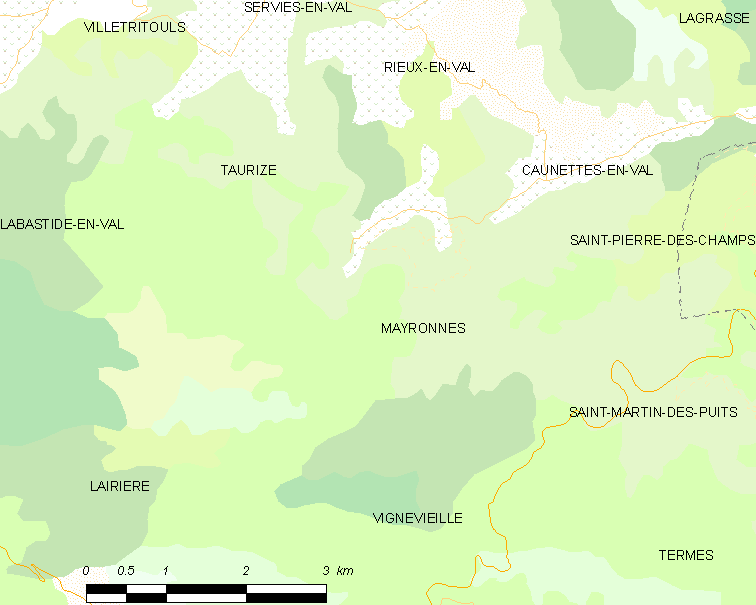
迈罗讷的OSM定位图

迈罗讷的时区为UTC+01:00、UTC+02:00（夏令时）。

## 行政
迈罗讷的邮政编码为11220，INSEE市镇编码为11227。

## 政治
迈罗讷所属的省级选区为亚拉里克山县。

## 人口

1962-2008年间迈罗讷人口变化图示

迈罗讷于2022年1月1日时的人口数量为44人。